# Campionati mondiali di short track 2016
I Campionati mondiali di short track 2016 sono stati la 41ª edizione della competizione organizzata dalla International Skating Union. Si sono svolti dall'11 al 13 marzo 2016 allo Stadio Mokdong di Seul, in Corea del Sud.

## Podi

### Donne
| Evento              | Oro                                                                           | Tempo    | Argento                                                                                              | Tempo    | Bronzo                                                                           | Tempo    |
| Classifica generale | Choi Min-jeong Corea del Sud                                                  | 66 pts   | Marianne St-Gelais Canada                                                                            | 63 pts   | Elise Christie Gran Bretagna                                                     | 47 pts   |
| 500 m               | Fan Kexin Cina                                                                | 43.258   | Marianne St-Gelais Canada                                                                            | 43.317   | Qu Chunyu Cina                                                                   | 43.389   |
| 1000 m              | Choi Min-jeong Corea del Sud                                                  | 1:31.903 | Elise Christie Gran Bretagna                                                                         | 1:31.980 | Kasandra Bradette Canada                                                         | 1:32.607 |
| 1500 m              | Marianne St-Gelais Canada                                                     | 2:36.844 | Choi Min-jeong Corea del Sud                                                                         | 2:37.073 | Elise Christie Gran Bretagna                                                     | 2:37.123 |
| 3000 m              | Suzanne Schulting Paesi Bassi                                                 | 4:57.883 | Guo Yihan Cina                                                                                       | 4:58.690 | Elise Christie Gran Bretagna                                                     | 5:14.360 |
| Staffetta 3000 m    | Corea del Sud Noh Do-hee Shim Suk-hee Choi Min-jeong Lee Eun-byeol Kim A-lang | 4:19.545 | Canada Marianne St-Gelais Valérie Maltais Audrey Phaneuf Kasandra Bradette Namasthée Harris-Gauthier | 4:20.193 | Russia Sof'ja Prosvirnova Ekaterina Efremenkova Ėmina Malagič Evgenija Zacharova | 4:24.945 |

### Uomini
| Evento              | Oro                                              | Tempo    | Argento                                                                    | Tempo    | Bronzo                                                         | Tempo    |
| Classifica generale | Han Tianyu Cina                                  | 68 pts   | Charles Hamelin Canada                                                     | 48 pts   | Shaolin Sándor Liu Ungheria                                    | 41 pts   |
| 500 m               | Shaolin Sándor Liu Ungheria                      | 41.485   | Wu Dajing Cina                                                             | 41.550   | Shaoang Liu Ungheria                                           | 41.994   |
| 1000 m              | Charles Hamelin Canada                           | 1:24.436 | Samuel Girard Canada                                                       | 1:24.787 | Wu Dajing Cina                                                 | 1:24.868 |
| 1500 m              | Han Tianyu Cina                                  | 2:17.355 | Shaoang Liu Ungheria                                                       | 2:17.470 | Park Se-yeong Corea del Sud                                    | 2:17.582 |
| 3000 m              | Han Tianyu Cina                                  | 4:49.450 | Park Se-yeong Corea del Sud                                                | 4:49.939 | Charles Hamelin Canada                                         | 4:50.314 |
| Staffetta 5000 m    | Cina Shi Jingnan Wu Dajing Han Tianyu Xu Hongzhi | 7:05.539 | Canada Charle Cournoyer Alexander Fathoullin Samuel Girard Charles Hamelin | 7:05.622 | Corea del Sud Kwak Yoon-gy Seo Yi-ra Park Ji-won Park Se-yeong | 7:05.652 |

## Medagliere
| Pos.   | Paese         | Oro | Argento | Bronzo | Totale |
| ------ | ------------- | --- | ------- | ------ | ------ |
| 1      | Cina          | 5   | 2       | 2      | 9      |
| 2      | Corea del Sud | 3   | 2       | 2      | 7      |
| 3      | Canada        | 2   | 6       | 2      | 10     |
| 4      | Ungheria      | 1   | 1       | 2      | 4      |
| 5      | Paesi Bassi   | 1   | 0       | 0      | 1      |
| 6      | Gran Bretagna | 0   | 1       | 3      | 4      |
| 7      | Russia        | 0   | 0       | 1      | 1      |
| Totale | Totale        | 12  | 12      | 12     | 36     |